# Ruiziella frontosa
Ruiziella frontosa là một loài ruồi trong họ Tachinidae.